# Klein-Radischen
Klein-Radischen ist eine Ortschaft und als Kleinradischen eine Katastralgemeinde der Gemeinde Eisgarn im Bezirk Gmünd in Niederösterreich mit 59 Einwohnern (Stand 1. Jänner 2024).

## Geografie
Das südlich von Eisgarn liegende Dorf befindet sich inmitten einer nach Südosten exponierten Waldlichtung, an deren Ostseite der aus Eisgarn kommende Braunaubach vorbeifließt. 
Am 1. April 2020 umfasste die Ortschaft 32 Adressen.

## Geschichte
Schweickhardt beschrieb die Bewohner als mittelmäßig bestiftete Bauern, die überwiegend Ackerbau betrieben, und Kleinhäuslern, denen die Leinenweberei eine Einkommensquelle darstellt. Weniger fortschrittlich erschien damals die Viehzucht, auch weil es an brauchbaren Wiesen mangelte.
Im Jahr 1822 wurde der Ort als Dorf mit 20 Häusern genannt, das nach Eisgarn eingepfarrt war, wohin auch die Kinder eingeschult wurden. Die Herrschaft Heidenreichstein besaß die Ortsobrigkeit, übte die Landgerichtsbarkeit aus, besorgte die Konskription und hatte die Grundherrschaft inne.
Laut Adressbuch von Österreich waren im Jahr 1938 in Klein-Radischen zwei Gastwirte, ein Gemischtwarenhändler, ein Maurermeister und mehrere Landwirte ansässig.

## Siedlungsentwicklung
Zum Jahreswechsel 1979/1980 befanden sich in der Katastralgemeinde Kleinradischen insgesamt 33 Bauflächen mit 17.447 m² und 34 Gärten auf 9.171 m², 1989/1990 waren es 34 Bauflächen. 1999/2000 war die Zahl der Bauflächen auf 136 angewachsen und 2009/2010 waren es 52 Gebäude auf 120 Bauflächen.

## Landwirtschaft
Die Katastralgemeinde ist landwirtschaftlich geprägt. 197 Hektar wurden zum Jahreswechsel 1979/1980 landwirtschaftlich genutzt und 122 Hektar waren forstwirtschaftlich geführte Waldflächen. 1999/2000 wurde auf 186 Hektar Landwirtschaft betrieben und 131 Hektar waren als forstwirtschaftlich genutzte Flächen ausgewiesen. Ende 2018 waren 177 Hektar als landwirtschaftliche Flächen genutzt und Forstwirtschaft wurde auf 134 Hektar betrieben. Die durchschnittliche Bodenklimazahl von Kleinradischen beträgt 24,3 (Stand 2010).